# Barrie (circonscription provinciale)
Pour les articles homonymes, voir Barrie (homonymie).
Circonscription électorale provinciale du Canada
Barrie est une ancienne circonscription provinciale de l'Ontario représentée à l'Assemblée législative de l'Ontario de 2007 à 2018. 

## Géographie
La circonscription comprenait la ville de Barrie.
Les circonscriptions limitrophes était Simcoe—Grey, Simcoe-Nord et York—Simcoe.

## Historique
| Législature                                                                      | Années    | Député | Député         | Parti                     |
| -------------------------------------------------------------------------------- | --------- | ------ | -------------- | ------------------------- |
| Circonscription issue de Barrie—Simcoe—Bradford (en)                             |           |        |                |                           |
| 39e                                                                              | 2007-2011 |        | Aileen Carroll | Libéral                   |
| 40e                                                                              | 2011-2014 |        | Rod Jackson    | Progressiste-conservateur |
| 41e                                                                              | 2014-2018 |        | Ann Hoggarth   | Libéral                   |
| Circonscription dissoute parmi Barrie—Innisfil et Barrie—Springwater—Oro-Medonte |           |        |                |                           |

## Circonscription fédérale
Depuis les élections provinciales ontariennes du 4 octobre 2007, l'ensemble des circonscriptions provinciales et des circonscriptions fédérales sont identiques.